# SV Meppen
SV Meppen is een Duitse voetbalclub uit Meppen, Nedersaksen.
De club werd op 29 november 1912 opgericht als Amisia Meppen en fuseerde in 1920 met Männer-Turnverein Meppen en werd zo TuS Meppen. In 1921 werd de voetbalafdeling van de sportclub zelfstandig en noemde zich SV Meppen 1912.
De club was vooral actief in de 3de en 4de klasse alvorens eind jaren 80 te promoveren naar de 2. Bundesliga, daar kon de club 11 jaar standhouden. In 1997 haalde de club de 8e finale van de Duitse beker en versloeg in de 2e ronde Eintracht Frankfurt met 6-1. In 2000 werden de vier Regionalliga's in Duitsland geherstructureerd naar twee afdelingen. SV Meppen slaagde er niet zich te plaatsen en degradeerde derhalve naar de Oberliga. Lichtpuntje in dat seizoen was de bekerwedstrijd thuis tegen FC Bayern München die voor 16.500 toeschouwers met 4-1 verloren ging. In 2011 promoveerde Meppen naar de Regionalliga Nord.
Op 31 mei 2017 promoveerde SV Meppen uit de Regionalliga Nord naar de 3. Liga. In de finale van de nacompetitie moest het aantreden tegen SV Waldhof Mannheim. Uit werd er met 0-0 gelijkgespeeld, en ook in Meppen vielen er geen doelpunten. Nadat ook een verlenging geen treffers hadden opgeleverd, moesten strafschoppen voor de beslissing zorgen. Meppen nam de penalty's beter (4-3), en zo was promotie een feit.
In het eerste seizoen in de 3. Liga haalde de club in 38 wedstrijden 58 punten, goed voor een zevende plaats en dus lijfsbehoud in de divisie voor het daaropvolgende seizoen. Na 6 seizoenen 3. Liga degradeerde Meppen weer terug naar de Regionalliga Nord. 

## Eindklasseringen vanaf 1964 (grafisch)
- 1964 2e
Niveau 3
- 1965 7e
Niveau 3
- 1966 9e
Niveau 3
- 1967 13e
Niveau 3
- 1968 1e
Niveau 3
- 1969 8e
Niveau 3
- 1970 5e
Niveau 3
- 1971 18e
Regionalliga
- 1972 2e
Niveau 3
- 1973 10e
Regionalliga
- 1974 8e
Regionalliga
- 1975 3e
Niveau 3
- 1976 6e
Niveau 3
- 1977 13e
Niveau 3
- 1978 17e
Niveau 3
- 1979 1e
Niveau 4
- 1980 8e
Oberliga
- 1981 4e
Oberliga
- 1982 13e
Oberliga
- 1983 7e
Oberliga
- 1984 6e
Oberliga
- 1985 5e
Oberliga
- 1986 3e
Oberliga
- 1987 1e
Oberliga
- 1988 14e
2. Bundesliga
- 1989 10e
2. Bundesliga
- 1990 11e
2. Bundesliga
- 1991 16e
2. Bundesliga
- 1992 6e
2. Bundesliga
- 1993 10e
2. Bundesliga
- 1994 7e
2. Bundesliga
- 1995 6e
2. Bundesliga
- 1996 10e
2. Bundesliga
- 1997 10e
2. Bundesliga
- 1998 18e
2. Bundesliga
- 1999 11e
Regionalliga
- 2000 11e
Regionalliga
- 2001 11e
Oberliga
- 2002 4e
Oberliga
- 2003 8e
Oberliga
- 2004 8e
Oberliga
- 2005 3e
Oberliga
- 2006 8e
Oberliga
- 2007 4e
Oberliga
- 2008 8e
Oberliga
- 2009 4e
Oberliga
- 2010 7e
Oberliga
- 2011 1e
Oberliga
- 2012 12e
Regionalliga
- 2013 11e
Regionalliga
- 2014 4e
Regionalliga
- 2015 8e
Regionalliga
- 2016 5e
Regionalliga
- 2017 1e
Regionalliga
- 2018 7e
3. Liga
- 2019 13e
3. Liga
- 2020 7e
3. Liga
- 2021 17e
3. Liga
- 2022 12e
3. Liga
- 2023 17e
3. Liga
- 2024 2e
Regionalliga
- 2025 6e
Regionalliga

- Niveau 2
- Niveau 3
- Niveau 4
- Niveau 5

| Legenda niveautijdlijn | Legenda niveautijdlijn      | Legenda niveautijdlijn      | Legenda niveautijdlijn      | Legenda niveautijdlijn    | Legenda niveautijdlijn |
| Liga                   | Seizoen 1963/64 t/m 1973/74 | Seizoen 1974/75 t/m 1993/94 | Seizoen 1994/95 t/m 2007/08 | Seizoen 2008/09 tot heden | Opmerking              |
| ---------------------- | --------------------------- | --------------------------- | --------------------------- | ------------------------- | ---------------------- |
| Bundesliga             | Niveau I                    | Niveau I                    | Niveau I                    | Niveau I                  |                        |
| 2. Bundesliga          | --                          | Niveau II                   | Niveau II                   | Niveau II                 |                        |
| 3. Liga                | --                          | --                          | --                          | Niveau III                |                        |
| Regionalliga           | Niveau II                   | --                          | Niveau III                  | Niveau IV                 |                        |
| Oberliga               | --                          | Niveau III *                | Niveau IV                   | Niveau V                  | * vanaf 1978/79        |

## Seizoensresultaten vanaf 1948
| Seizoen | Competitie                         | Niveau | Eindstand | DFB Pokal | Opmerking |
| ------- | ---------------------------------- | ------ | --------- | --------- | --- |
| 1947/48 | Landesliga Niedersachsen           | II     | 10        | --        | |
| 1948/49 | Landesliga Niedersachsen           | II     | 12        | --        | |
| 1949/50 | 1. Amateurliga Staffel II          | III    | 6         | --        | |
| 1950/51 | 1. Amateurliga Staffel II          | III    | 4         | --        | |
| 1951/52 | 1. Amateurliga Staffel II          | III    | 9         | --        | |
| 1952/53 | 1. Amateurliga Staffel II          | III    | 9         | --        | |
| 1953/54 | 1. Amateurliga Staffel II          | III    | 14        | --        | |
| 1954/55 | Bezirksklasse Emsland              | IV     | 3         | --        | |
| 1955/56 | Bezirksklasse Emsland              | IV     | 3         | --        | |
| 1956/57 | Bezirksklasse Emsland              | IV     | 1         | --        | |
| 1957/58 | 1. Amateurliga Staffel VIII        | III    | 6         | --        | |
| 1958/59 | 1. Amateurliga Staffel VIII        | III    | 4         | --        | |
| 1959/60 | 1. Amateurliga Staffel VIII        | III    | 5         | --        | |
| 1960/61 | 1. Amateurliga Staffel VIII        | III    | 1         | --        | 1e in promotiegroep B met TuS Heidkrug, TuS Varel en TSV Ottersberg                                                                        |
| 1961/62 | Amateuroberliga Niedersachsen-West | II     | 14        | --        | |
| 1962/63 | Amateuroberliga Niedersachsen-West | II     | 6         | --        | |
| 1963/64 | Amateuroberliga Niedersachsen-West | III    | 2         | --        | play off om kampioenschap > TSR Olympia Wilhelmshaven: 1-0; 3e in promotieserie A met Rasensport Harburg, VfL Oldesloe en Leu Braunschweig |
| 1964/65 | Landesliga Niedersachsen           | III    | 7         | --        | |
| 1965/66 | Landesliga Niedersachsen           | III    | 9         | --        | |
| 1966/67 | Landesliga Niedersachsen           | III    | 13        | --        | |
| 1967/68 | Landesliga Niedersachsen           | III    | 1         | --        | 3e in promotieserie A met TuS Celle, SV Friedrichsort en SV St. Georg                                                                      |
| 1968/69 | Landesliga Niedersachsen           | III    | 8         | --        | |
| 1969/70 | Landesliga Niedersachsen           | III    | 5         | --        | 2e in promotieserie A met 4 clubs; winnaar extra promotieronde met ASV Bergedorf 85 en Polizei SV Bremen                                   |
| 1970/71 | Regionalliga Nord                  | II     | 18        | --        | |
| 1971/72 | Landesliga Niedersachsen           | III    | 2         | --        | |
| 1972/73 | Regionalliga Nord                  | II     | 10        | --        | |
| 1973/74 | Regionalliga Nord                  | II     | 8         | --        | invoering 2. Bundesliga Nord/Süd |
| 1974/75 | Oberliga Nord                      | III    | 3         | --        | voorronde Duits amateurkampioenschap > Itzehoer SV: 2-2/0-1                                                                                |
| 1975/76 | Oberliga Nord                      | III    | 6         | --        | |
| 1976/77 | Oberliga Nord                      | III    | 13        | 1e ronde  | < Rot-Weiss Essen: 2-3 n.v. |
| 1977/78 | Oberliga Nord                      | III    | 17        | --        | |
| 1978/79 | Landesliga Niedersachsen           | IV     | 1         | --        | 2e in promotieserie A met 4 clubs; play-off extra promotie > VfR Neumünster: 4-1                                                           |
| 1979/80 | Oberliga Nord                      | III    | 8         | 1e ronde  | < 1. FC Kaiserslautern II: 1-3 |
| 1980/81 | Oberliga Nord                      | III    | 4         | --        | |
| 1981/82 | Oberliga Nord                      | III    | 13        | --        | |
| 1982/83 | Oberliga Nord                      | III    | 7         | --        | |
| 1983/84 | Oberliga Nord                      | III    | 6         | --        | |
| 1984/85 | Oberliga Nord                      | III    | 5         | --        | |
| 1985/86 | Oberliga Nord                      | III    | 3         | --        | 1e ronde Duits amateurkampioenschap > VfR Bürstadt: 1-0 uit/1-3 n.v. thuis                                                                 |
| 1986/87 | Oberliga Nord                      | III    | 1         | 1e ronde  | < MSV Duisburg: 1-2; 2e in promotieserie Noord met BVL 08 Remscheid, Hertha BSC, SpVgg Erkenschwick en Arminia Hannover                    |
| 1987/88 | 2. Bundesliga                      | II     | 14        | --        | |
| 1988/89 | 2. Bundesliga                      | II     | 10        | 1e ronde  | < Bayer 05 Uerdingen: 0-1 |
| 1989/90 | 2. Bundesliga                      | II     | 11        | 1e ronde  | < 1. FC Saarbrücken: 1-3 |
| 1990/91 | 2. Bundesliga                      | II     | 16        | 8e finale | < 1. FC Köln: 0-1 |
| 1991/92 | 2. Bundesliga                      | II     | 6         | 3e ronde  | < Karlsruher SC II: 0-1 |
| 1992/93 | 2. Bundesliga                      | II     | 10        | 3e ronde  | < Hertha BSC: 2-4 n.v. |
| 1993/94 | 2. Bundesliga                      | II     | 7         | 2e ronde  | < Kickers Offenbach: 2-4 n.v. |
| 1994/95 | 2. Bundesliga                      | II     | 6         | 1e ronde  | < Dynamo Dresden: 0-1 |
| 1995/96 | 2. Bundesliga                      | II     | 10        | 2e ronde  | < 1. FC Nürnberg: 1-2 |
| 1996/97 | 2. Bundesliga                      | II     | 10        | 8e finale | < SC Freiburg: 1-2 |
| 1997/98 | 2. Bundesliga                      | II     | 18        | 8e finale | < KFC Uerdingen 05: 0-2 |
| 1998/99 | Regionalliga Nord                  | III    | 11        | 1e ronde  | < FC St. Pauli: 0-1; winnaar Niedersachsenpokal > Eintracht Braunschweig: 2-0                                                              |
| 1999/00 | Regionalliga Nord                  | III    | 11        | 3e ronde  | < FC Bayern München, 1-4; niet geplaatst voor tweeklassige Regionalliga                                                                    |
| 2000/01 | Oberliga Niedersachsen/Bremen      | IV     | 11        |           | |
| 2001/02 | Oberliga Niedersachsen/Bremen      | IV     | 4         | --        | |
| 2002/03 | Oberliga Niedersachsen/Bremen      | IV     | 8         | --        | |
| 2003/04 | Oberliga Niedersachsen/Bremen      | IV     | 8         | --        | |
| 2004/05 | Oberliga Nord                      | IV     | 3         | --        | |
| 2005/06 | Oberliga Nord                      | IV     | 8         | --        | |
| 2006/07 | Oberliga Nord                      | IV     | 4         | --        | |
| 2007/08 | Oberliga Nord                      | IV     | 8         | --        | |
| 2008/09 | Oberliga Niedersachsen West        | V      | 4         | --        | invoering 3. Liga |
| 2009/10 | Oberliga Niedersachsen West        | V      | 7         | --        | |
| 2010/11 | Oberliga Niedersachsen             | V      | 1         | --        | |
| 2011/12 | Regionalliga Nord                  | IV     | 12        | --        | |
| 2012/13 | Regionalliga Nord                  | IV     | 11        | --        | |
| 2013/14 | Regionalliga Nord                  | IV     | 4         | --        | |
| 2014/15 | Regionalliga Nord                  | IV     | 8         | --        | Finalist Niedersachsenpokal > VfL Osnabrück: 0-0 (4-5 n.s.)                                                                                |
| 2015/16 | Regionalliga Nord                  | IV     | 5         | 1e ronde  | < 1. FC Köln: 0-4 |
| 2016/17 | Regionalliga Nord                  | IV     | 1         | --        | promotie play-off > SV Waldhof Mannheim: 0-0 / 0-0 (4-3 n.s.); Ligatopscorer: Benjamin Girth (20)                                          |
| 2017/18 | 3. Liga                            | III    | 7         | --        | |
| 2018/19 | 3. Liga                            | III    | 13        | --        | Finalist Niedersachsenpokal > SV Drochtersen/Assel: 0-1                                                                                    |
| 2019/20 | 3. Liga                            | III    | 7         | --        | |
| 2020/21 | 3. Liga                            | III    | 17        | --        | Geen degradatie omdat KFC Uerdingen 05 geen licentie krijgt; Winnaar Niedersachsenpokal > SV Drochtersen/Assel: 2-2 (4-3 ns)               |
| 2021/22 | 3. Liga                            | III    | 12        | 1e ronde  | > Hertha BSC: 0-1; Finalist Niedersachsenpokal > BSV Rehden: 0-1                                                                           |
| 2022/23 | 3. Liga                            | III    | 17        | --        | |
| 2023/24 | Regionalliga Nord                  | IV     | 2         | --        | Winnaar Niedersachsenpokal > TuS Blau-Weiß Lohne: 2-0                                                                                      |
| 2024/25 | Regionalliga Nord                  | IV     | 6         | 1e ronde  | > Hamburger SV: 1-7 |
| 2025/26 | Regionalliga Nord                  | IV     | .         | --        | |

## Selectie 2020/2021

### Doelmannen
- 12.  Matthis Harsman
- 32.  Erik Domaschke
- 37.  Constantin Frommann

### Verdedigers
- 3.  Janik Jesgarzewski
- 4.  Yannick Osée
- 6.  Jeron Al-Hazaimeh
- 7.  Hassan Amin
- 15.  Markus Ballmert
- 19.  Lars Bünning
- 22.  Steffen Puttkammer

### Middenvelders
- 8.  Thilo Leugers
- 11.  Marcus Piossek
- 14.  Willi Evseev
- 16.  Florian Egerer
- 17.  Christoph Hemlein
- 20.  Mike-Steven Bähre
- 21.  Leonard Bredol
- 25.  Nicolas Andermatt
- 27.  Valdet Rama

### Aanvallers
- 10.  Luka Tankulic
- 18.  René Guder
- 23.  Lukas Grüger
- 26.  Julius Düker
- 30.  Ted Tattermusch
- 33.  Dejan Bozic

stand: 15-04-2021

## Bekende (oud-)spelers
- Tom Boere
- Johan Derksen
- Frank van Eijs
- Christoph Hemlein
- Janik Jesgarzewski
- Thilo Leugers
- Bob Mulder
- Valdet Rama
- Deniz Undav
- Paul Weerman
- René Wessels